# Каваками, Хироми
Хироми Каваками (яп. 川上 弘美 Каваками Хироми, род. 1 апреля 1958 года, Токио) — японская писательница, известная своей необычной фантастической прозой.

## Биография
Хироми Каваками родилась в Токио 1 апреля 1958 года. С 5 до 7 лет проживала в Соединённых Штатах Америки. Когда Хироми была в начальной школе, в связи с болезнью она провела один семестр дома и стала увлекаться юношеской литературой. С этого времени Хироми Каваками стала много читать.
Хироми закончила в женский колледж Отяномидзу по специальности биология. Начиная со времени учёбы в колледже она стала писать короткие рассказы. В 1980 году опубликовала рассказ «Руйруй» под псевдонимом Унадзи Огава в научно-фантастическом издании «Новая Волна» № 15, под редакцией Ямано Коити и Ямада Кадзуко. В следующем номере издания № 16 представила рассказ «Со-симоку» под своей девичьей фамилией Ямада.
После окончания колледжа в 1980 году начала работать в «Новой Волне» до 1982 года, когда публикация издания была приостановлена. После этого, Хироми работала преподавателем биологии до 1986 года.
После перерыва в связи с замужеством и рождением ребёнка, Каваками написала свою первую книгу под новой фамилией: собрание коротких историй под названием «Камисама» (Божество) напечатанную в 1994 году.
Её новелла «Сэнсэй но кабан» (Портфель учителя) — история любви между женщиной средних лет и мужчиной лет семидесяти — получила премию Танидзаки в 2001 году и стала бестселлером.

## Награды
- 1996 год — Премия Рюноскэ Акутагавы за «Хэби о фуму»
- 2000 год — Литературная премия Сэя Ито за «Оборэру»
- 2000 год — Премия «Woman Writer» за «Оборэру»
- 2001 год — Премия Дзюнъитиро Танидзаки за «Сэнсэй но кабан»
- 2007 год — отмечена Министерством Образования за новеллу «Манадзуру»
- 2012 год — Азиатская литературная премия The Man, номинирована в короткий список за «The briefcase» («Сэнсэй но кабан»)
- 2014 год — Премия «Индепендент» за переводную прозу, номинирована в короткий список за «Strange weather in Tokyo», (перевод с японского Аллисон Маркин Пауэлл).